# Wilhelm Liebenam
Wilhelm Liebenam (auch Willy Liebenam, * 15. Juli 1859 in Eisleben; † 9. September 1918 in Gotha) war ein deutscher Althistoriker und Gymnasiallehrer.

## Leben
Wilhelm Liebenam studierte Klassische Philologie und Geschichte an den Universitäten zu Jena, Tübingen, Berlin und Bonn. Am meisten prägten ihn die Althistoriker Heinrich Gelzer (Jena) und Arnold Dietrich Schaefer (Bonn), bei dem er 1882 zum Dr. phil. promoviert wurde. Während seines Studiums wurde er 1879 Mitglied der Burschenschaft Teutonia Jena und 1880 der Burschenschaft Germania Tübingen.
Nach dem Studium arbeitete Liebenam als Gymnasiallehrer. Seine wissenschaftliche Arbeit betrieb er nebenher. Am 7. Mai 1886 habilitierte er sich an der Universität Jena für Alte Geschichte und hielt seitdem nebenamtlich Lehrveranstaltungen ab. Am 7. Juli 1890 wurde er zum außerordentlichen Professor (ohne Gehalt) ernannt. Er blieb weiterhin an der Universität Jena tätig, auch nachdem er 1899 als Oberlehrer (später Gymnasialprofessor) an das Gymnasium Ernestinum zu Gotha ging. Während des Ersten Weltkriegs war er der einzige Vertreter der Alten Geschichte an der Universität Jena, da der Lehrstuhlinhaber Walther Judeich an der Front diente.
Liebenams Forschungsarbeit war der römischen Geschichte von der Republik bis zur Kaiserzeit gewidmet. Er legte zahlreiche Studien zur Militär-, Vereins- und Verwaltungsgeschichte vor und verfasste Übersichtsartikel für die Realenzyklopädie der klassischen Altertumswissenschaft. Seine Arbeiten waren in diesen Bereichen grundlegend für die althistorische Forschung des 20. Jahrhunderts.

## Schriften (Auswahl)
- Qvaestionvm epigraphicarvm de imperii Romani administratione capita selecta. Bonn 1882 (Dissertation; Digitalisat).
- Beiträge zur Verwaltungsgeschichte des römischen Kaiserreichs. Band 1: Die Laufbahn der Procuratoren bis auf die Zeit Diocletians. Passarge, Jena 1886, (Digitalisat).
- Forschungen zur Verwaltungsgeschichte des römischen Kaiserreichs. Band 1: Die Legaten in den römischen Provinzen von Augustus bis Diocletian. Teubner, Leipzig 1888, (Digitalisat).
- Zur Geschichte und Organisation des römischen Vereinswesens. Drei Untersuchungen. Teubner, Leipzig 1890, (Digitalisat).
- Städteverwaltung im römischen Kaiserreiche. Duncker & Humblot, Leipzig 1900, (Digitalisat).
- Fasti Consulares Imperii Romani. Von 30 v. Chr. bis 565 n. Chr. Mit Kaiserliste und Anhang (= Kleine Texte für theologische und philologische Vorlesungen und Übungen. 41/43, ZDB-ID 520652-2). Marcus und Weber, Bonn 1909, (Digitalisat).